# Ескортні авіаносці типу «Сімане Мару»
Авіаносці типу «Сімане Мару» — серія японських ескортних авіаносців часів Другої світової війни.

## Історія створення та конструкція
Авіаносці-танкери типу «Сімане Мару» призначались для перевезення нафти в Японію. Будувались на замовлення армійського командування разом з кораблями типу «Ямасіро Мару». Вони також могли використовуватись як вантажні судна. Але «Сімане Мару» розроблялись на основі корпуса більш крупного танкера типу 1TL. Вони могли нести на 4 літаки більше, та були обладнані радаром (тип 13).

## Представники
| Назва                  | Місце побудови | Закладений           | Спущений на воду    | Введений в експлуатацію | Доля                        |
| ---------------------- | -------------- | -------------------- | ------------------- | ----------------------- | --------------------------- |
| Сімане Мару しまね丸   | Кобе           | 8 червня 1944 року   | 17 лютого 1944 року | 28 лютого 1945 року     | Загинув 24 липня 1945 року  |
| Отакісан Мару 大瀧山丸 | Кобе           | 18 вересня 1944 року | 14 січня 1945 року  | Недобудований           | Загинув 25 серпня 1945 року |

## Історія використання
- «Сімане Мару» в бойових діях участі не брав. Через 5 місяців після закінчення будівництва його потопила американська палубна авіація.
- Побудова однотипного «Отакісан Мару» припинилась в лютому 1945 року, коли корабель був у 70-% готовності. У серпні при буксируванні він підірвався на міні на рейду Кобе та затонув. У 1948 році його підняли та здали на брухт.